# Lã Phương
Lã Phương hay Lữ Phương (吕方), bính âm Lu Fang là một nhân vật trong tiểu thuyết Thủy Hử của nhà văn Thi Nại Am. Ông xếp thứ 54 trong 108 anh hùng Lương Sơn và thứ 18 trong 72 vì sao Địa Sát.

## Xuất thân
Lã Phương quê tại Đàm Châu (Hồ Nam ngày nay) có tài múa kích giống Lã Bố khi xưa nên người ta gọi là "Tiểu Ôn Hầu" (小温侯). Lã Phương vốn là nhà buôn thuốc, tuy nhiên trong một chuyến buôn bán ở Sơn Đông lại bị thua lỗ không có tiền về nhà nên đành ở lại núi Đối Ảnh làm cường đạo và nổi tiếng tại đây. Quách Thịnh hay tin bèn đến núi Đối Ảnh so tài cùng với ông. Lã Phương cùng với Quách Thịnh đánh nhau trên 10 ngày mà vẫn ngang tài ngang sức.

## Gia nhập Lương Sơn
Tống Giang và Hoa Vinh trở về từ trại Thanh Phong đi ngang qua đó nên có ý ngăn lại. Khi thấy kích của hai người đang mắc vào nhau, Hoa Vinh "...cầm cương ngựa lại, tay tả vớ lấy cây cung trong túi Phi ngư, tay hữu vớ lấy một mũi tên trong Tẩu thú, rồi đặt tên lên cung, giang tay thẳng cánh, nhằm giữa mối hai cái xoắn vào với nhau mà bắn ra một phát đứt hẳn làm đôi, tung đôi kích ra mỗi đằng một ngả..." Lã Phương và Quách Thịnh ngừng tay và biết đó là Tống Công Minh, người sau đó thuyết phục thành công hai người gia nhập Lương Sơn.

## Tham gia chinh chiến và tử trận
Lã Phương cùng Quách Thịnh gia nhập Lương Sơn và là hai viên Kiều tướng Mã quân thủ hộ tại trung quân. Họ bảo vệ Tống Giang trong các trận chiến với kẻ địch của Lương Sơn.
Trong chiến dịch Phương Lạp, Lã Phương được lệnh tiến đánh đồi Ô Long. Ông cùng với Bạch Khâm giao chiến nhưng bất phân thắng bại. Cả hai vứt bỏ vũ khí và đánh nhau bằng tay không. Sau đó, Lã Phương và Bạch Khâm đều đuối sức, rơi xuống núi mà chết.

## Trong Đãng Khấu chí
Tại hồi 41, quân Lương Sơn tấn công Thanh Chân Sơn nhưng bị Vân Thiên Bưu đánh bại, Dương Chí bị Lý Thành giết chết từ phía sau. Quân Lương Sơn thua chạy. Ngô Dụng vốn đã đặt sẵn hai cánh quân mai phục của Lữ Phương và Khổng Minh. Quân triều đình liền chia ra ứng chiến. Vân Thiên Bưu đánh với Lã Phương, mới hơn mười hiệp đánh đánh bật họa kích, bắt sống Lữ Phương, phía còn lại Âu Dương Thọ Thông chưa đến ba hiệp đã quất cho một roi, Khổng Minh chết dưới chân ngựa. Lã Phương cũng bị giải lên đô sảnh chém đầu.